# Trappist-1f

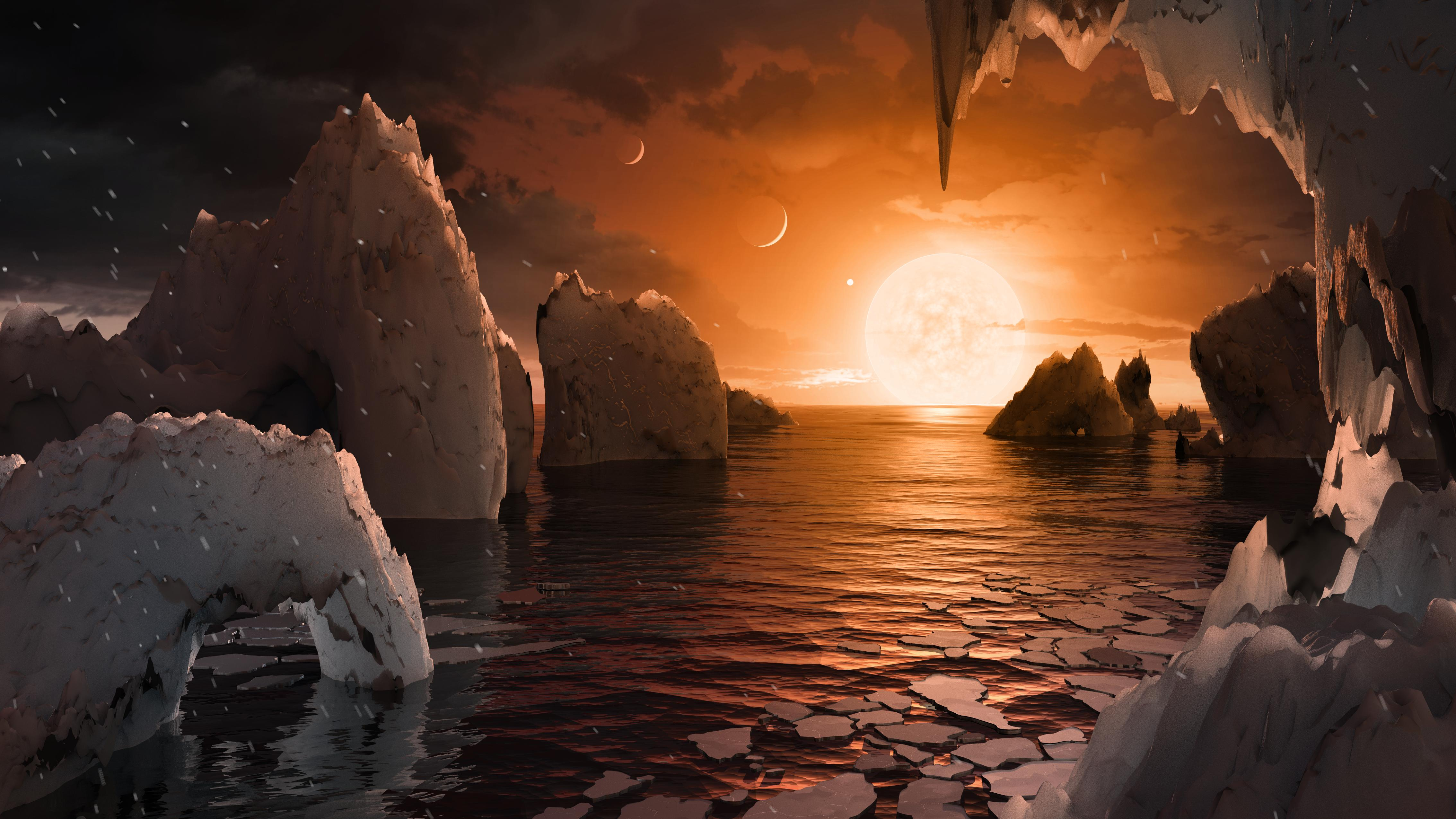
Konstnärs föreställning av ytan av TRAPPIST-1f.

Trappist-1f (eller 2MASS J23062928-0502285 f) är en exoplanet som är belägen 39 ljusår från jorden i stjärnbilden Vattumannen. Den har 0,93 gånger jordens massa och en ytgravitation på 0,62 g-krafter. Trappist-1f kretsar runt den röda dvärgen Trappist-1 i den beboeliga zonen, på 9,02 dygn. De är en av fyra Trappist-1 planeter i beboeliga zonen.

## Beboelighet
Trappist-1f är i beboeliga zonen av Trappist-1, där vatten kan vara flytande. Den antas ha en bunden rotation runt Trappist-1, vilket betyder att den alltid har samma sida mot sin stjärna, så att ena sidan har permanent dag, medan den andra sidan har permanent natt. Lämpligaste zonen för liv på planeten antas vara mellan de två hemisfärerna, där temperaturen är mer vänlig för liv. Alternativt kan en tät atmosfär bidra till en högre temperatur även på nattsidan, vilket skulle expandera den beboeliga zonen på planeten. 